# 네이키드 시티
네이키드 시티(The Naked City)는 미국에서 제작된 줄스 다신 감독의 1948년 영화이다. 베리 피츠제럴드 등이 주연으로 출연하였다.
맬빈 월드의 스토리에 기반을 둔 이 영화는 젊은 모델의 살인과 관련한 경찰 수사 이야기를 다룬다.
이 영화는 2개의 아카데미상을 수상했다.

## 출연

### 주연
- 베리 피츠제럴드
- 하워드 더프

### 조연
- 도로시 하트
- 돈 테일러
- 프랭크 콘로이
- 테드 드 코시아
- 톰 페디
- 에니드 마키

## 제작진
- 미술: 존 디커